# اما جونز (بازیکن فوتبال، زاده ۱۹۹۴)
اما جونز (انگلیسی: Emma Jones؛ زادهٔ ۱۰ اکتبر ۱۹۹۴) بازیکن فوتبال اهل بریتانیا است.
وی همچنین در تیم‌های ملی فوتبال Wales women's national under-17 football team, Wales women's national under-19 football team، و زنان ولز بازی کرده‌است.